# Дэвис, Харви
Харви Питер Дэвис (англ. Harvey Peter Davies; род. 3 сентября 2003, Ливерпуль), более известный как Харви Дэвис (англ. Harvey Davies) — английский футболист, вратарь клуба «Ливерпуль». Выступает на правах аренды за английский «Кроли Таун».

## Клубная карьера

### «Ливерпуль»
Дэвис воспитанник английского «Ливерпуля», играл в академии с 9 лет. Первый раз в заявке за взрослую команду был в ответном матче против «РБ Лейпцига» и в двух матчах против «Реала
Мадрида» запасным вратарём из-за травмы Куивина Келлехера в сезоне Лиги чемпионов 2020/21.
6 июля 2021 года Дэвис в возрасте 17 лет подписал свой первый профессиональный контракт с «Ливерпулем».
15 июля 2022 года Дэвис дебютировал за основную команду, в предсезонном матче против «Кристал Пэлас», вышедший на 46 минуте заменив Адриана не пропустив не одного гола.

### «Кру Александра»
1 июля 2023 года Дэвис до 31 мая 2024 перешёл в «Кру Александра» на правах аренды. Дебютный матч он сыграл 5 августа 2023 года против «Мансфилд Тауна», Дэвис пропустил 2 мяча и матч завершился с ничейным счётом 2:2.

### Кроли Таун
26 июня 2025 года Дэвис подписал контракт с «Кроли Таун» до 31 мая 2026 года на правах аренды.

## Международная карьера
9 октября 2021 года Дэвис дебютировал за сборную Англии до 19 лет в товарищеском матче против сборной Мексики до 19 лет пропустив один гол, матч завершился со счётом 1:3.
21 сентября 2022 года Дэвис дебютировал за сборную Англии до 20 лет в товарищеском матче с сборной Чили до 20 лет, матч завершился со счётом 3:0 и Дэвис сыграл первый сухой матч за сборную. 22 марта 2023 года в матче турнира Элитной Лиге до 20 лет сезона 2022/23 против сборной Германии до 20 лет сыграл второй сухой матч за сборную. Англия на том турнире заняла восьмое место и сыграла один матч.

## Достижения

### Командные
«Ливерпуль»
- Обладатель Суперкубка Англии: 2022